# Njallasträsket
Njallasträsket är en sjö i Bodens kommun i Norrbotten och ingår i Vitåns huvudavrinningsområde. Sjön har en area på 0,0786 kvadratkilometer och ligger 241,8 meter över havet.

## Delavrinningsområde
Njallasträsket ingår i det delavrinningsområde (737708-177287) som SMHI kallar för Mynnar i Vitån. Medelhöjden är 249 meter över havet och ytan är 4,85 kvadratkilometer. Det finns inga avrinningsområden uppströms utan avrinningsområdet är högsta punkten. Vattendraget som avvattnar avrinningsområdet har biflödesordning 2, vilket innebär att vattnet flödar genom totalt 2 vattendrag innan det når havet efter 72 kilometer. Avrinningsområdet består mestadels av skog (81 procent) och sankmarker (15 procent). Avrinningsområdet har 0,08 kvadratkilometer vattenytor vilket ger det en sjöprocent på 1,6 procent.